# استان اوئانکابامبا
استان اوئانکابامبا (به اسپانیایی: Provincia de Huancabamba) یک استان در پرو است که در منطقه پیورا واقع شده‌است. استان اوئانکابامبا ۴٬۲۵۴٫۱۴ کیلومتر مربع مساحت و ۱۲۳٬۴۵۶ نفر جمعیت دارد و ۱٬۹۲۹ متر بالاتر از سطح دریا واقع شده‌است.